# Lustige Person
Als lustige Person, auch komische Person, komische Figur oder lustige Figur werden Figuren des Volkstheaters mit einer feststehenden Charakteristik bezeichnet. 

## Definition
Die lustige Person ist als Typ erkennbar, aber flexibel genug, um ihrerseits in verschiedenen Rollen aufzutreten. Etwa: Harlekin als Matrose, Harlekin als Adliger, Harlekin als Kind. Sie ist also keine Theaterrolle, sondern eher ein Rollenfach bzw. eine „stehende Rolle“ als Basis für zahlreiche konkretere Figuren in verschiedensten Handlungen. Neben dem einprägsamen Kostüm gehören Charaktereigenschaften und ein spezifisches Bewegungsrepertoire zu einer lustigen Person. Besonders beliebte lustige Personen wurden von Darsteller zu Darsteller vererbt. 

## Ursprünge
Mit ihrer betonten Dummheit, Begriffsstutzigkeit, Gerissenheit, Wichtigtuerei, Bramarbasiererei, Feigheit, Verschlagenheit entwickelten sich die lustigen Personen aus spätmittelalterlichen komischen Figuren der Mysterien, Mirakelspiele und Allegorien der Laster oder des Narren etwa im Fastnachtsspiel. Sie brachten Stoffwechselvorgänge und elementare Lebensäußerungen auf die Bühne wie unmäßiges und unmanierliches Essen und Trinken, Flatulenzen, Sexuelles. Modern wirkte seit dem 18. Jahrhundert die Positivierung dieser Vanitasmotive vom ursprünglich Verachtenswerten zu einer „gesunden“ Art der Lebensfreude. 
Am weitesten verbreitet und am längsten gehalten hat sich das Spektrum der lustigen Personen in der Commedia dell’arte, etwa Arlecchino und Pantalone. Über die englischen Wanderbühnen seit dem Ende des 16. Jahrhunderts war zudem die Figur des Pickelhering weitherum bekannt, weiters gab es den spanischen Gracioso und den französischen Tabarin.
Lustige Figuren mit einer „nationalen“ Charakteristik sind in der Theatergeschichtsschreibung des 19. und frühen 20. Jahrhunderts vermutlich überbetont worden: So gab es den Hanswurst (Österreich, Salzburg/Wien), Paprika Jancsi (Ungarn), Jean Potage (Frankreich), Jack Pudding (England), Maccaroni (Italien) – bei allen ist eine offensichtliche Nähe zum Essen gegeben. Dagegen unterscheiden sie sich nach ihrem Kostüm, ihrer Herkunftslegende und ihrer Typenkomik.
Unter dem Einfluss Johann Christoph Gottscheds, der die lustige Person ablehnte, erfolgte im Jahre 1737 in einem allegorischen Spiel der Friederike Caroline Neuber in Leipzig die feierliche Verbannung des Hanswursts von der Bühne. Der Einfluss auf die Theaterpraxis war allerdings gering. Es gab die Typenkomik weiterhin, aber in der Entwicklungsgeschichte der zunehmend literarisierten Posse löst sie sich in individuellere Figuren auf.

## 18. Jahrhundert
Seit Beginn des 18. Jahrhunderts konnten Wandertruppen mit Unterstützung des Hofes sesshaft werden, wie zum Beispiel die Schauspieltruppe Teutsche Comoedianten von Joseph Anton Stranitzky, Verfasser zahlreicher Haupt- und Staatsaktionen, der 1712 das 1709 erbaute Kärntnertortheater in Wien übernehmen konnte. In der Stadt Wien, die bis zum 19. Jahrhundert die größte Stadt im deutschen Sprachgebiet war und deshalb auch ein großes Unterhaltungsangebot hatte, gab es im Alt-Wiener Volkstheater eine ganze Reihe lustiger Personen: 
- Der Hanswurst, entwickelt von Joseph Anton Stranitzky (1676–1726), wurde später von Gottfried Prehauser (1699–1769) übernommen.
- Die Figur des Bernardon wurde von Josef Felix von Kurtz (1717–1784) geschaffen. Er trat aber auch als Hanswurst auf.
- Der Kasperl des Johann Joseph La Roche (1745–1806).
- Die Staberl-Figur von Ignaz Schuster (1779–1835) vererbte sich weiter an Carl Carl (1787–1854).
- Keine Fortsetzung erfuhr der kurzfristig sehr erfolgreiche Thaddädl von Anton Hasenhut (1766–1841).

## Seit dem 19. Jahrhundert
Mit der Literarisierung des Theaters im 19. Jahrhundert, nicht zuletzt aufgrund der verschärften Zensur seit der Französischen Revolution, die improvisierte Scherze nicht schätzte, verlagerten sich die lustigen Personen ins Ballett und in die Pantomime. Clown oder Pierrot traten in London und Paris als neue Erfindungen hinzu. – Mit der Gründung des Königsstädtischen Theaters 1824 hatte auch Berlin eine geeignete Bühne, wo sich der Eckensteher Nante entwickelte.
Lustige Personen, die auf der Bühne nicht mehr aktuell waren, verlagerten sich oft ins Puppentheater. Am bekanntesten sind Hanswurst und Kasperle.
Im US-Vaudeville beziehungsweise im Varieté blieb die Tradition über 1900 hinaus bestehen. Auch Charlie Chaplin hat mit seinem schüchternen „Tramp“ mit Schnurrbart, Stock, Melone und zu großen Schuhen eine lustige Person erfunden. – Noch heute gibt es in Fernsehserien stets neue lustige Personen, manchmal auch Frauen, wie z. B. Fran Fine und ihre Mutter Sylvia in der Serie Die Nanny.